# Joseph Clarke
Joseph "Joe" Clarke (3 de novembro de 1992) é um canoísta de slalon britânico, campeão olímpico em 2016.

## Carreira
Joseph Clarke representou seu país na Rio 2016, conquistou a medalha de ouro na prova do slalon K-1. Nos Jogos Olímpicos de Verão de 2024, em Paris, conquistou a medalha de prata na competição do caiaque cross masculino.